# القدهاف
ال-قدهاف یک منطقهٔ مسکونی در یمن است که در استان صنعا واقع شده‌است.